# انکروزیلادا دو سول
انکروزیلادا دو سول (به پرتغالی: Encruzilhada do Sul) یک منطقهٔ مسکونی در برزیل است که در ریو گرانده جنوبی واقع شده‌است. انکروزیلادا دو سول ۲۵٬۹۶۰ نفر جمعیت دارد.